# Royal Brinkman
 (novembre 2017).
Pour les articles homonymes, voir Brinkman.
Royal Brinkman est un fournisseur, installateur et consultant en horticulture sous-serre.
La société dispose d’un certain nombre de filiales aux Pays-Bas : ’s-Gravenzande, Bleiswijk, Roosendaal, Venlo et Gameren. Mais également à l’international ; Angleterre, France, Allemagne, Hongrie, Espagne, Pologne, Turquie, Australie, et Mexique. La direction se compose de Ton van Mil (Directeur général), Gert-Jan van Peer (Directeur financier), Ramon Verdel (CPO), Jan Schuttrups (Directeur commercial) et Ronald van der Tang (Directeur opérationnel).

## Histoire

Pepersteeg, 1885

L'année 1885 a engagé les fondamentaux de Royal Brinkman. Depuis « De Pepersteeg », le fondateur, Cor Brinkman a rendu visite aux horticulteurs proposant la fameuse « Sparrietouw » (ficelle pour ficeler les bottes d’asperges) ainsi que des caisses et bâches pour les bateaux Westlandais. Plus tard, il ajoute des « cordages » et autres produits à son assortiment. Ces produits sont acheminés à vélo par Cor Brinkman lui-même jusqu'à Scheveningen, où la corde est utilisée pour la fabrication de filets. En 1926, Brinkman remporte le premier prix lors de la grande exposition de fruits et légumes à Utrecht, notamment grâce à sa machine de triage électrique pour tomates, la « doppenmachine ». Une version améliorée du « Brinkman Stoter » qui connaîtra un grand succès.

Doppenmachine, 1921

Avec l'arrivée du fils du fondateur, Henk Brinkman, le premier employé est officialisé. L‘entreprise s’est développée et a dû déménager dans un nouveau bâtiment sur la place de marché communément appelé « Kousenhoek », en 1917. La société se porte si bien que, en 1931, Brinkman ouvre une première filiale à Rockanje aux Pays-Bas. Les années 1930 sont une période difficile pour l'ensemble du secteur horticole. De plus, en 1934, les locaux commerciaux de la place de marché sont gravement touchés par un incendie. Ainsi trois camions mais aussi le stock de bois et des machines sont perdus. Royal Brinkman a également connu des moments difficiles au cours de la Seconde Guerre mondiale (1940-1945). Le petit-fils du fondateur, Henk Brinkman (3e génération) est promu directeur et doit ainsi diriger la société au cours de cette période. Au cours de cette même période, les nazis saisissent et s’installent dans les locaux commerciaux de Brinkman à 's-Gravenzande. Forcé de rechercher un nouvel emplacement, Brinkman trouve une usine de bois de la société In 't Veld et de jong'. La société Brinkman installée à De Lier est temporairement nommée comme nouveau siège social, en raison d’un climat instable. La saisie est finalement évitée.

Kousenhoek, 1917

Après la Guerre, le secteur horticole refait surface et se développe grâce, à de nouvelles méthodes de cultures, à l'automatisation, à l’irrigation et au chauffage. Ses opportunités vot offrir de beaux jours à Brinkman. Un des développements majeurs est l'introduction de l'ordinateur de climat Micom 85 (pour cette période une véritable innovation, un ordinateur permettant de contrôlait le climat dans la serre) ainsi que l'élévation de la culture, passant ainsi de en terre à hors sol, sur substrat. Au début des années 1970, à l'initiative de Brinkman, les premières tomates, œillets et gerberas sont cultivées sur substrat. Peu de temps après, l’entreprise Grodan suit la tendance avec ses substrats à base de laine de roche. La culture hors sol marque une grande avancée pour le secteur, comprenant d’énormes avantages (prévenir les maladies du sol, des rendements plus élevés, des économies d'énergie et une meilleure utilisation de la surface), suffisamment pour que les producteurs changent leurs méthodes de culture. Brinkman a, par la suite, développé le Vocom, un ordinateur d'alimentation capable de mesurer et d’injecter la quantité d'eau et d'engrais nécessaire pour les substrats. Ces mêmes ordinateurs sont énormément vendus au cours des années 70-80. En 1972, Brinkman déménage de sa place de marché « Kousenhoek » vers l'ancien enchère[Quoi ?] à 's-Gravenzande. Le nouvel emplacement de 45 000 m2 est également une étape majeure pour l'entreprise et plus globalement pour le Westland. En cinq jours, 11 000 personnes visitent le nouveau bâtiment, qui constitue actuellement[Quand ?] le siège social. En 1974, en raison d’une demande croissante, la première filiale étrangère s'est ouvert à Burstwick, près de Hull (Angleterre) où Brinkman exportait déjà depuis 1930.

### Chronologie
- 1885 : Brinkman fondé par Cor Brinkman dans la rue « Peppersteeg »
- 1917 : Brinkman déménagea  de « Peppersteeg » vers « Marktplein » à 's-Gravenzande
- 1919 : Achat du premier véhicule commercial, un Ford-T
- 1923 : Achat du premier camion
- 1926 : Premier prix pour la  «machine de triage»  à l'Exposition de fruits et légumes, Utrecht
- 1931 : Ouverture de la première filiale à Rockanje, Pays-Bas
- 1934 : Incendie dans les locaux commerciaux du «Marktplein» à 's-Gravenzande
- 1930-1940 : Grand succès de la machine à trier les tomates
- 1940-1945 : Déménagement forcé vers De Lier
- 1972 : Brinkman déménagea dans les bâtiments de l'ancien enchère de légumes à 's -Gravenzande
- 1974 : Ouverture de la première filiale étrangère à Burtwick, Angleterre
- 1975 : Lancement du premier ordinateur climatique Micom 85
- 1979 : Lancement du premier ordinateur de nutrition Vocom
- 1985 : Brinkman fête ses 100 ans et reçoit le prédicat « Royal » de la part de la reine Beatrix
- 1989 : Brinkman remporte le prix «Horticultural Entrepreneurs»
- 2010 : Décret royal de prolongation du prédicat « Royal » pour 25 ans soit jusqu'en 2035
- 2012 : Le siège social dans un nouveau bâtiment, séparé du magasin
- 2015 : Introduction du nouveau logo Royal Brinkman
- 2016 : Nomination Royal Brinkman pour le «Horticultural Entrepreneur Award 2016[3] »
- 2016 : 1er prix Taspo désignée meilleure boutique en ligne[4]

## PrédicatRoyal
Le 1er avril 1985, Brinkman reçut le prédicat  Royal de la part de la reine. Beatrix, nomma ainsi Brinkman, Royal Brinkman pour sa 100e année d’existence. Ce titre fût ainsi remit par Mies Bouwman à Cor Brinkman et Henk Brinkman. Elco Brinkman (aucun lien de parenté), alors ministre du Cabinet Lubbers I, félicita personnellement Henk et Cor Brinkman.